# Wer hat die schönsten Schäfchen
Wer hat die schönsten Schäfchen ist ein Wiegenlied des deutschen Dichters August Heinrich Hoffmann von Fallersleben. Er verfasste es im Jahr 1830. Gedruckt erschien es erstmals in Amadeus Wendts Musenalmanach 1832.

## Inhalt, Stoff- und Motivgeschichte
Das Gedicht stellt den Mond bildhaft als Schäfer dar, dessen Herde die Sterne bilden. Der Text mündet in der Lehre an die Kinder, sich das friedliche Miteinander der Sterne zum Vorbild zu nehmen.
Hoffmann von Fallersleben greift mit dem Gedicht ein Motiv aus der Barocklyrik auf. Das Bild des Mondes als Himmelsschäfer und Sternenhirt geht auf den Kirchenlieddichter und Jesuiten Friedrich Spee zurück, der es schon Anfang des 17. Jahrhunderts in die Literatur einführte. In der Romantik wurde das Motiv mehrfach aufgenommen. Clemens Brentano, der eines von Spees Gedichten mit dieser Motivik in Des Knaben Wunderhorn aufnahm, hatte das Motiv mehrfach aufgegriffen, am deutlichsten in seinem Märchen von dem Myrtenfräulein.

## Das Lied
Wer hat die schönsten Schäfchen?

Die hat der goldne Mond,

Der hinter unsern Bäumen

Am Himmel drüben wohnt.

Er kommt am späten Abend,

Wenn alles schlafen will,

Hervor aus seinem Hause

Zum Himmel leis’ und still.

Dann weidet er die Schäfchen

Auf seiner blauen Flur;

Denn all die weißen Sterne

Sind seine Schäfchen nur.

Sie thun sich nichts zu leide,

Hat eins das andre gern,

Und Schwestern sind und Brüder

Da droben Stern an Stern.

Und soll ich dir eins bringen,

So darfst du niemals schrei’n,

Mußt freundlich wie die Schäfchen

Und wie ihr Schäfer sein.

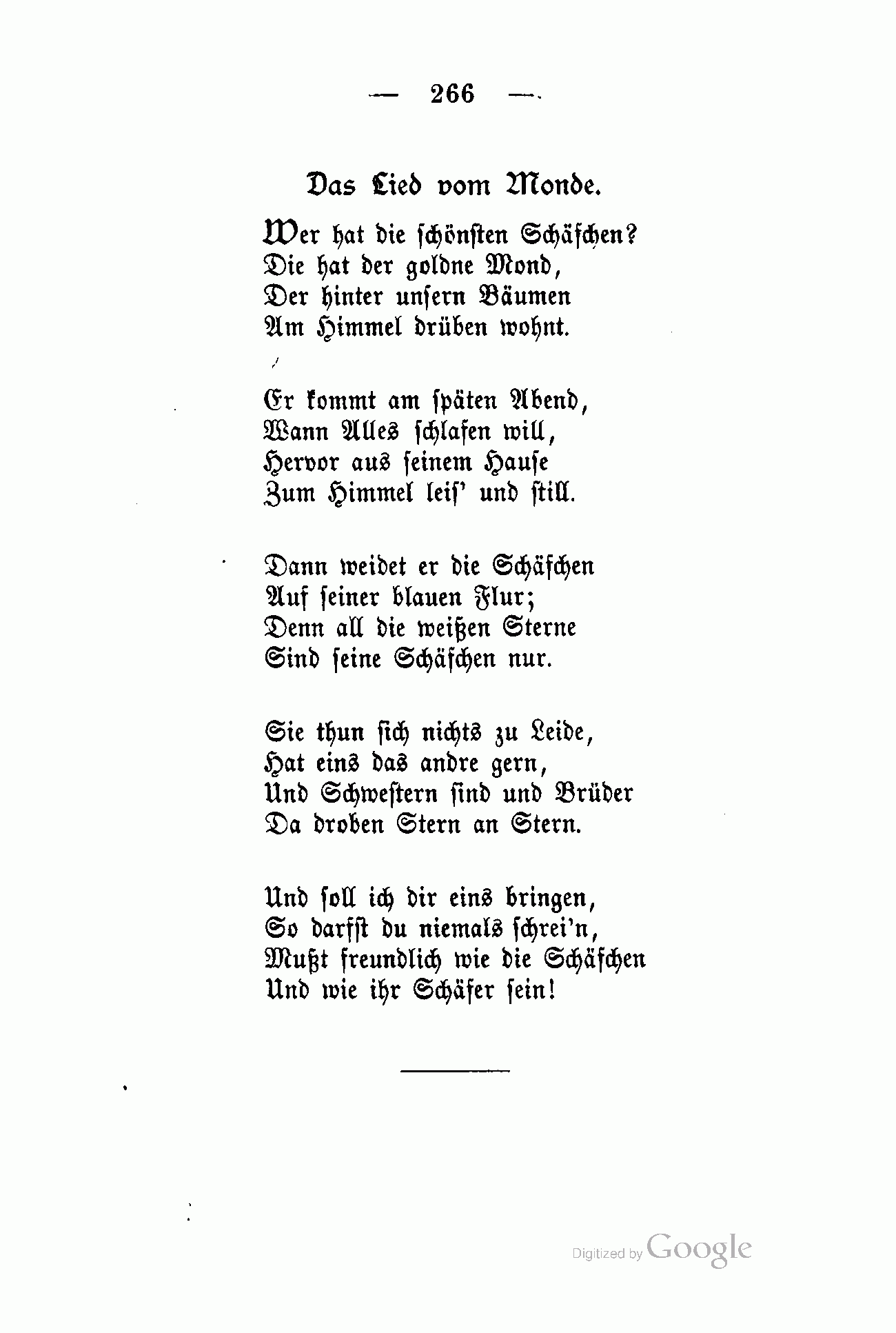
Druck in: Lionel von Donop (Hrsg.): Hoffmann von Fallersleben. Kinderlieder. 2. Auflage. Grote, Berlin 1878

In Fünfzig Kinderlieder (1843) findet sich eine abweichende fünfte Strophe:
Wenn ich gen Himmel schaue,

so fällt mir immer ein:

O lasst uns auch so freundlich

wie diese Schäfchen sein!

## Vertonungen
Im 19. Jahrhundert wurde das Lied auf verschiedene Melodien gesungen. Carl von Winterfeld, ein Förderer Hoffmanns von Fallersleben, verfasste schon 1831 eine erste Vertonung, die Hoffmann 1843 in seiner Sammlung Fünfzig Kinderlieder veröffentlichte. Auch auf die Melodie des Volksliedes Der Tod von Basel („Als ich ein jung Geselle war“) wurde das Lied gesungen. Vertonungen als Kunstlied schufen u. a. Wilhelm Baumgartner (op. 13,2; 1848), Otto Dresel (1849), Carl Reinecke (op. 37,7; 1853), Friedrich Reichel (op. 6,2; 1874), Carl Götze (op. 182,5; 1886), Adolf Sandberger (op. 22,5), Othmar Schoeck (WoO 15; 1904–05) und Leo Blech (op. 28,2; 1925).
Heute wird das Lied üblicherweise zu einer Melodie gesungen, die Johann Friedrich Reichardt bereits 1790 zu dem Lied In stillem, heiterm Glanze (Text von Caroline Rudolphi) komponiert hatte.